# ISimangaliso
iSimangaliso (zulu za "čudo") je park vlažnog područja na istočnoj obali Južnoafričke pokrajine KwaZulu-Natal, oko 275 km sjeverno od Durbana. On je treće po veličini zaštićeno područje prirode u Južnoafričkoj Republici koje se proteže duž 280 km duge obalne linije od granice s Mozambikom na sjeveru do Mapelane na jugu estuarija sv. Lucije. Čini ga oko 3.280 km² pradavnih prirodnih ekosustava koji su organizirani u više parkova prirode, rezervata prirode i lovačkih rezervata (Lovački rezervat St Lucia, Park zaljeva False, Zaljev Kosi, Rezervat prirode jezera Etrza, Jezero Sibhayi, Pomorski rezervat
St Lucia, Pomorsko područje St. Lucia, Nacionalni park zaljeva Sodwana, Rezervat prirode Mapelane, Pomorski rezervat Maputaland, Rt Vidal, Ozabeni, Mfabeni, Područje divljine Tewate i Lovački rezervat Mkuze). Prije je bio poznat kao Veliki park vlažnog područja sv. Lucije, nazvan prema esturiju jezera sv. Lucije kojemu su Portugalci dali ime na Svetu Luciju, 13. prosinca 1575. godine. No, od 1. studenog 2007. godine preimenovan je u Park vlažnog područja iSimangaliso u skladu s lokalnim zulu jezikom
iSimangaliso ima jedinstvene ekosustave velike bioraznolikosti (od koraljnog grebenja i pješčanih plaža do suptropskih šumovitih dina, savana, jezera i močvara), izrazito velike ljepote na razmjerno malom području. Zbog toga je pomorsko područje iSimangalisoa zaštitila Ramsarska konvencija još 1971. godine, a njegovih 2.395,66 km² upisano na UNESCO-ov popis mjesta svjetske baštine u Africi 1999. godine. 
Od životinjskih vrsta koje obitavaju u parku, tu su: nilski krokodil (oko 1.200 primjeraka), vodenkonj (oko 800 primjeraka), slon, leopard, crni i bijeli nosorog, bivol, te morske životinje: kit, dupin, kitopsina i morske kornjače.
Postoje planovi za uključenje parka iSimangaliso u veće Prekogranično zaštićeno područje Ponta do Ouro-Zaljev Kosi gdje bi se spojilo s mozambičkim zaštićenim područjem Maputo (1.040 km²), ali i planovi za uključenje ovog područja u još veće prekogranično zaštićeno područje Lubombo (4.195 km²) u koji su uključena područja južnog Mozambika i Esvatinija.
- Satelitska snimka zaljeva Khosi s najvećim jezerom Nhlange. Sjeverni rt je granica s Mozambikom.
- Jezero sv. Lucije
- Estuarij sv. Lucije
- U parku je zabranjeno kupanje i ribolov
- Zora u zaljevu sv. Lucije

## Vanjske poveznice
- St. Lucia Estuary, South Africa. NASA Earth Observatory. Inačica izvorne stranice arhivirana 1. listopada 2006. Pristupljeno 23. studenoga 2011. (engl.)
- Vodič kroz iSimangaliso park na stluciasouthafrica.co.za (engl.)
- The Greater St. Lucia Wetlands Park (engl.)